# Bud Luckey
William Everett „Bud” Luckey (ur. 28 lipca 1934 w Billings, zm. 24 lutego 2018 w Newtown) – amerykański animator filmowy, rysownik, projektant i aktor głosowy.
Podczas wojny koreańskiej służył w amerykańskim lotnictwie, później został artystą-ilustratorem, ukończył Chouinard Art Institute. W 1961 pracował jako animator przy serialu animowanym The Alvin Show, w latach 60. był dyrektorem artystycznym i producentem Guild, Bascom & Bonfigli Agency w San Francisco. W 1966 otrzymał Nagrodę Clio. W latach 70. napisał i animował wiele krótkometrażówek dla Ulicy Sezamkowej, często również użyczając w nich głosu. W 1977 pracował przy produkcji filmu animowanego The Mouse and His Child Charlesa Swensona i Freda Wolfa. W 1992 rozpoczął pracę w studiu filmów animowanych Pixar jako animator i projektant postaci, pracował m.in. przy filmie Toy Story, w której stworzył postać Chudego, oraz przy filmach Dawno temu w trawie, Potwory i spółka, Gdzie jest Nemo?, Auta, Ratatuj, WALL·E, Odlot i dwóch kontynuacjach Toy Story. W 2003 wyreżyserował krótkometrażowy film Boundin' nagrodzony Annie i nominowany do Oscara.
Zmarł w 2018 roku w wieku 83 lat na udar mózgu.